# HyperTerminal
 (juillet 2018).
Si vous disposez d'ouvrages ou d'articles de référence ou si vous connaissez des sites web de qualité traitant du thème abordé ici, merci de compléter l'article en donnant les références utiles à sa vérifiabilité et en les liant à la section « Notes et références ».
HyperTerminal est un programme de la société Hilgraeve qui permet de se connecter à d'autres ordinateurs, des sites Telnet, des BBS (Bulletin Board System), des services en ligne et des ordinateurs hôtes, à l'aide d'un modem ou d'un câble Null Modem.
Intégré à Windows à partir de la version 2.0 (avant Windows 95), c'est une interface graphique légère capable d'établir une connexion entre ordinateurs par le réseau téléphonique (et un modem) ou câble sur le port série (COMx). Hyperterminal se présente en fait comme un bloc-notes doté de fonctionnalités  de communication. Il prend en charge plusieurs protocoles (vieux) tels que TELNET, et les transferts de fichiers sur liaisons séries (Xmodem, Ymodem et Zmodem).
Sous Windows XP, il peut aussi prendre en charge le TCP/IP. Il est capable de fonctionner comme un minitel. Il peut être client ou serveur (mais de forme vraiment basique) pour établir la communication.
Cependant sous Windows Vista, ce programme n'est plus installé ; une version est téléchargeable mais est destinée uniquement à usage personnel.